# Royal Atomia Brussels
Royal Racing Basket Club Bruxellois (RRBCB) was het resultaat van een fusie in april 2003 tussen (Royal) Basket Club Bruxellois (BCB) met stamnummer 73 en Racing Jet Bruxelles met stamnummer 555, twee Brusselse clubs opgericht in de jaren 1940 die meestal in de lagere nationale afdelingen speelden.
Als Royal Basket Club Bruxellois (BCB) op het einde van het seizoen 2001/02 stijgt van vierde nationale naar derde nationale, sluit de club een partnership af met de Stad Brussel. De club ontving van de Stad Brussel subsidies zodat de club op termijn zou kunnen uitgroeien tot een volwaardige eersteklasser, die de Brusselse regio kon vertegenwoordigen. Dankzij dit partnership kon Basket Club Bruxellois (BCB) ook een oplossing bieden aan de verschillende jeugdspelers die zonder ploeg vielen omwille van de stopzetting Atomics Brussels. Dankzij winst in een barragematch tegen Castors Braine stijgt BCB door na tweede nationale. De fusie met Racing Jet Bruxelles gaf vooral de jeugdwerking de kans om de spelers te laten ontwikkelen in een van de dertig ploegen die de fusieclub op alle niveaus rijk is.
Op het einde van het seizoen 2004/05 eindigde RRBCB in de reguliere competitie als eerste en kon na het winnen van de play-offs de promotie naar de hoogste klasse vieren.
Bij het aantreden in eerste klasse in 2005/06 nam RRBCB de naam Royal Atomia Brussels aan. Na twee seizoenen in eerste klasse kreeg Royal Atomia Brussels de financiering niet meer rond, mede door het mislopen van verdere subsidies door de Stad Brussel. Men bleef 1 jaar inactief in tweede klasse om uiteindelijk de handdoek in de ring te gooien en de ploeg te ontbinden en in vereffening te gaan.
In 2011 ontstond basketbalclub Royal IV Brussels als herstart.
Royal Atomia gebruikte een sportzaal in het Zuidpaleis, net als zijn opvolger.